# Саудівська Аравія на Олімпійських іграх
Саудівська Аравія брала участь у 8 літніх Олімпійських іграх. Вперше була представлена на Іграх 1972 року в Мюнхені. Після Ігор у Мюнхені, спортсмени Саудівської Аравії брали участь у всіх літніх Олімпіадах, за винятком бойкотування ними Ігор у Москві. Саудівська Аравія ніколи не брала участі в зимових Олімпійських іграх. За час свого виступу на Олімпіадах представники Саудівської Аравії завоювали 2 олімпійські медалі. Обидві медалі були завойовані на Іграх в Сіднеї.

## Медалісти
| Медаль | Спортсмен       | ігри        | Вид спорту     | Дисципліна                          |
| Срібло | Хаді аль-Сомалі | 2000 Сідней | Легка атлетика | 400 м, з бар'єрами, чоловіки        |
| Бронза | Халед аль-Ейд   | 2000 Сідней | Кінний спорт   | Конкур, особиста першість, чоловіки |